# Dobrzany
Pour les articles homonymes, voir Dobrzany (homonymie).
Dobrzany (en allemand : Jacobshagen) est une ville de la voïvodie de Poméranie occidentale, dans le nord-ouest de la Pologne. Elle est le siège de la gmina de Dobrzany, dans le powiat de Stargard. Sa population s'élevait à 2 367 habitants en 2013.

## Histoire
De 1818 à 1945, Jacobshagen fait partie de l'arrondissement de Saatzig dans le district de Stettin au sein de la province de Poméranie